# Coleophora ochroflava
Coleophora ochroflava é uma espécie de mariposa do gênero Coleophora pertencente à família Coleophoridae.